# L'endemà
L'endemà és una pel·lícula documental catalana dirigida per Isona Passola i produïda per Massa d'Or Produccions, que s'estrenà el 5 de setembre de 2014.

## Tema
Segons la directora Isona Passola, la pel·lícula vol donar arguments clars, sòlids, fiables i contrastats, amb dades objectivables, per boca de les figures nacionals i internacionals més informades, a través del mitjà cinematogràfic. També es vol editar una web-sèrie Les píndoles contra la por amb respostes a preguntes sobre la independència de Catalunya i sobre factors socials i econòmics. L'endemà és una pel·lícula documental que es proposa aclarir els nombrosos dubtes dels indecisos.

## Intervinents
- Jordi Basté
- Germà Bel
- Núria Bosch
- Joan Caball
- Salvador Cardús
- Marcel Coderch
- Manel Esteller
- Ramon Folch
- Guillem López Casasnovas
- Fèlix Martí
- Clara Ponsatí
- Carme Porta
- Xavier Sala-i-Martín
- Santiago Vidal
- Graham Watson
- Raül Romeva
- Maria Badia
- Ramon Tremosa

## Micromecenatge
La campanya de micromecenatge comença el 5 de febrer amb molta força, a través de la plataforma Verkami. Es va aconseguir un total de 348.830 € dels 150.000 € que era l'objectiu. Ha estat el projecte que més diners ha obtingut a través del micromecenatge de tot Europa i, segons Verkami, està entre les pel·lícules que més han recollit a través d'aquest tipus de finançament arreu del món. A través del micromecenatge van recollir més del 50% del cost total de la pel·lícula (uns 600.000 € en total), també van rebre una important donació privada del Cercle Català de Negocis.
El primer dia va rebre 625 donacions. El nombre de donacions diari va disminuint progressivament, de manera que en la major part de la campanya (entre el 16 de febrer i el 14 de març) la mitjana se situa al voltant de les 110 donacions per dia, amb un mínim de 27 donacions (22 de febrer). Els dos darrers dies les donacions es disparen novament fins a les 720 i les 964.
En total hi va haver 8.101 mecenes que van sumar la quantitat de 348.830 €.